# The Oatmeal

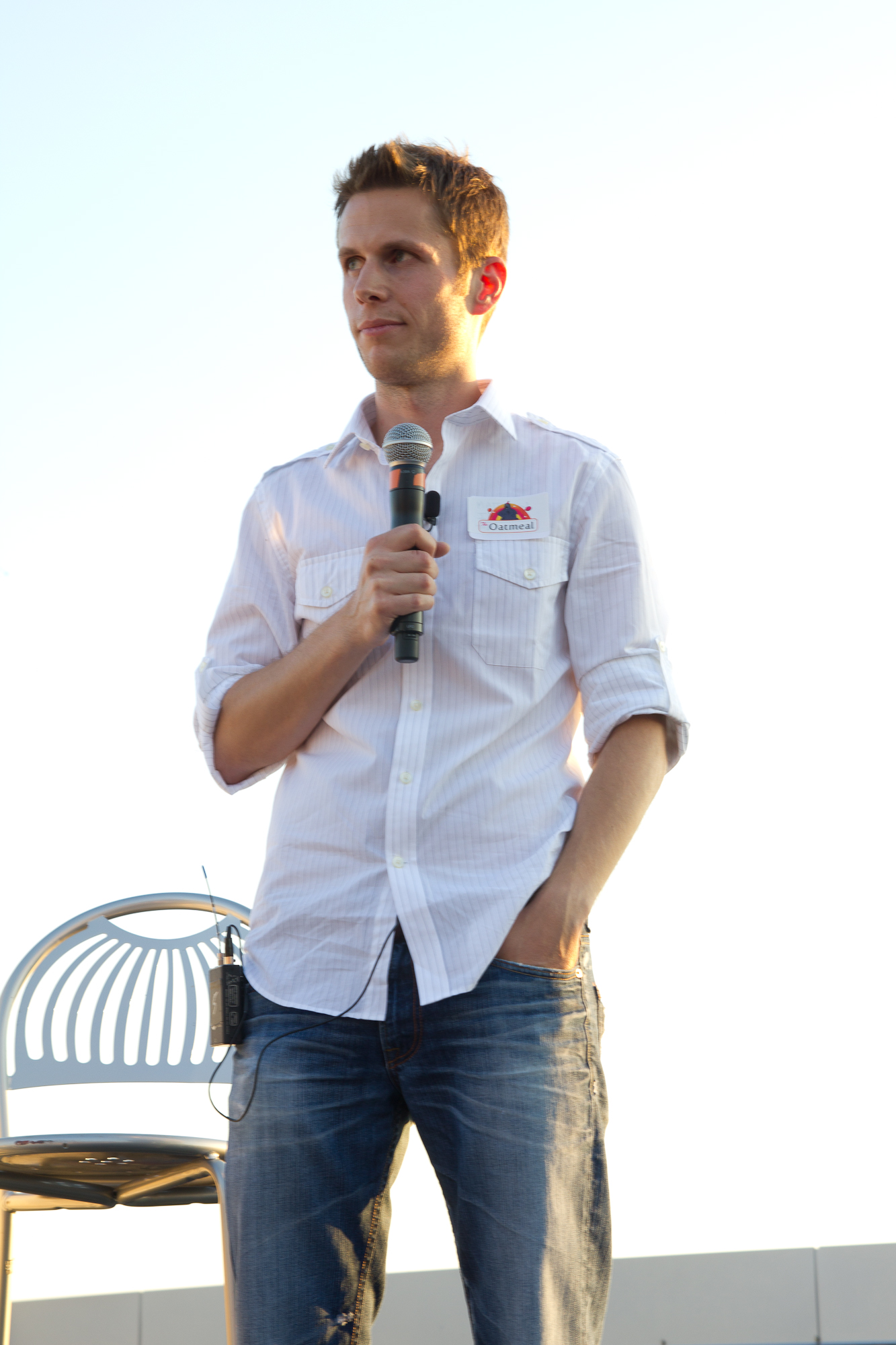
Le créateur du site.

The Oatmeal est un site web créé en 2009 par Matthew Inman, qui vit dans le quartier de Fremont à Seattle (État de Washington) aux États-unis. Le site Web publie une bande dessinée par Inman, et des articles à l'occasion. En 2010, The Oatmeal a été visité par plus de quatre millions de visiteurs uniques en un mois. En 2012, son revenu annuel s'élève aux alentours de 500 000 dollars, 75 % grâce au merchandising et le restant provenant de la publicité.

## Prix et récompenses
- 2014 : Prix Eisner de la meilleure bande dessinée en ligne
- 2016 : Prix Bob Clampett